# ル・タンプル (ジロンド県)
ル・タンプル （Le Temple）は、フランス、ヌーヴェル＝アキテーヌ地域圏、ジロンド県のコミューン。

## 地理
コミューンはボルドー都市圏に属し、メドック地方にある。ボルドーの西45kmの地点にある。

## 歴史
コミューンは、コミューンの東数キロのところにあるテンプル騎士団のコマンドリー、タンプル・ド・ソテュジュ（le Temple de Sautuges）からその名をとった。

## 人口統計
| 1962年 | 1968年 | 1975年 | 1982年 | 1990年 | 1999年 | 2006年 | 2012年 |
| ------ | ------ | ------ | ------ | ------ | ------ | ------ | ------ |
| 387    | 344    | 403    | 467    | 431    | 498    | 510    | 508    |

source=1999年までLdh/EHESS/Cassini、2004年以降INSEE

## 風景

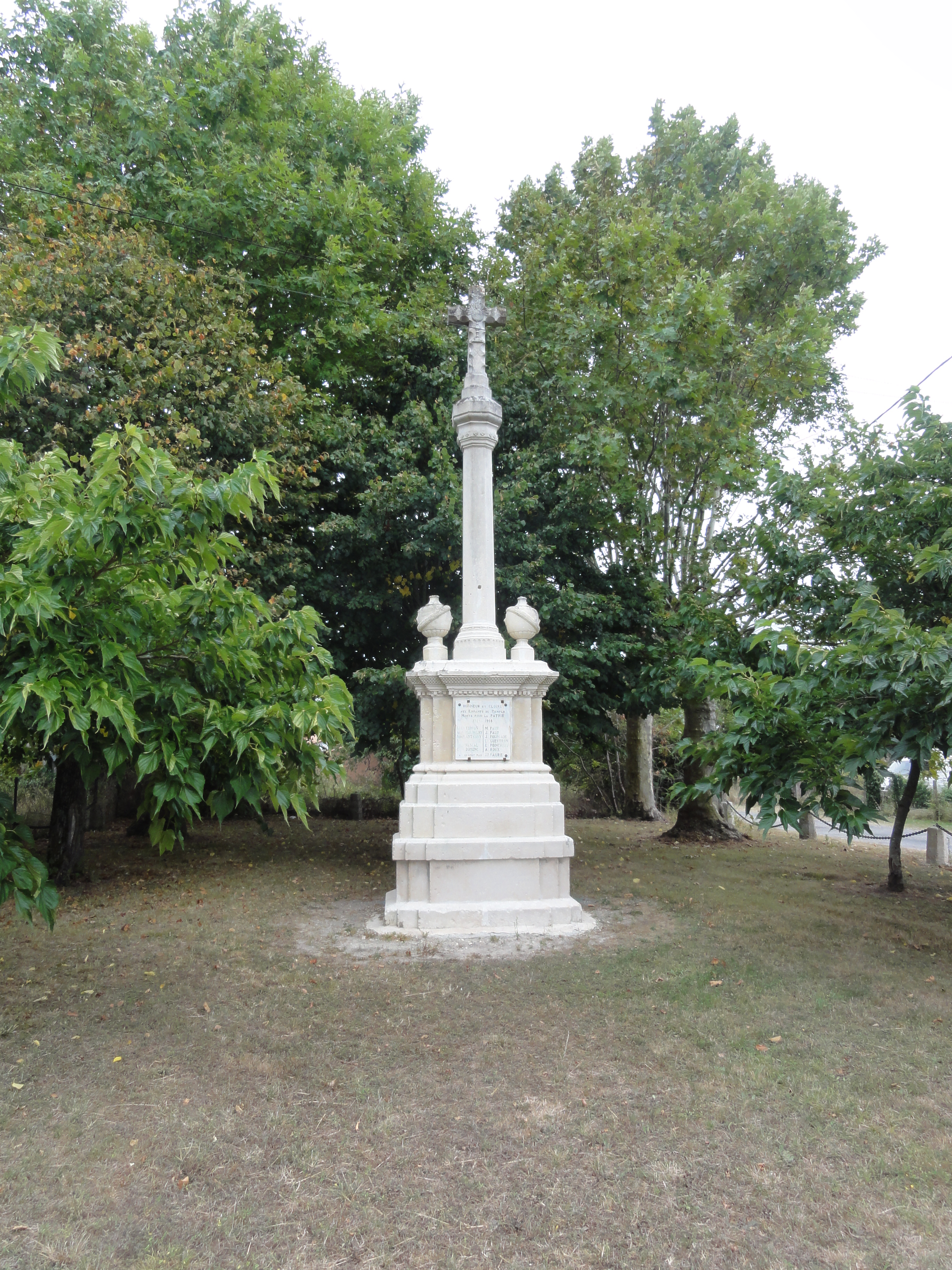
十字架
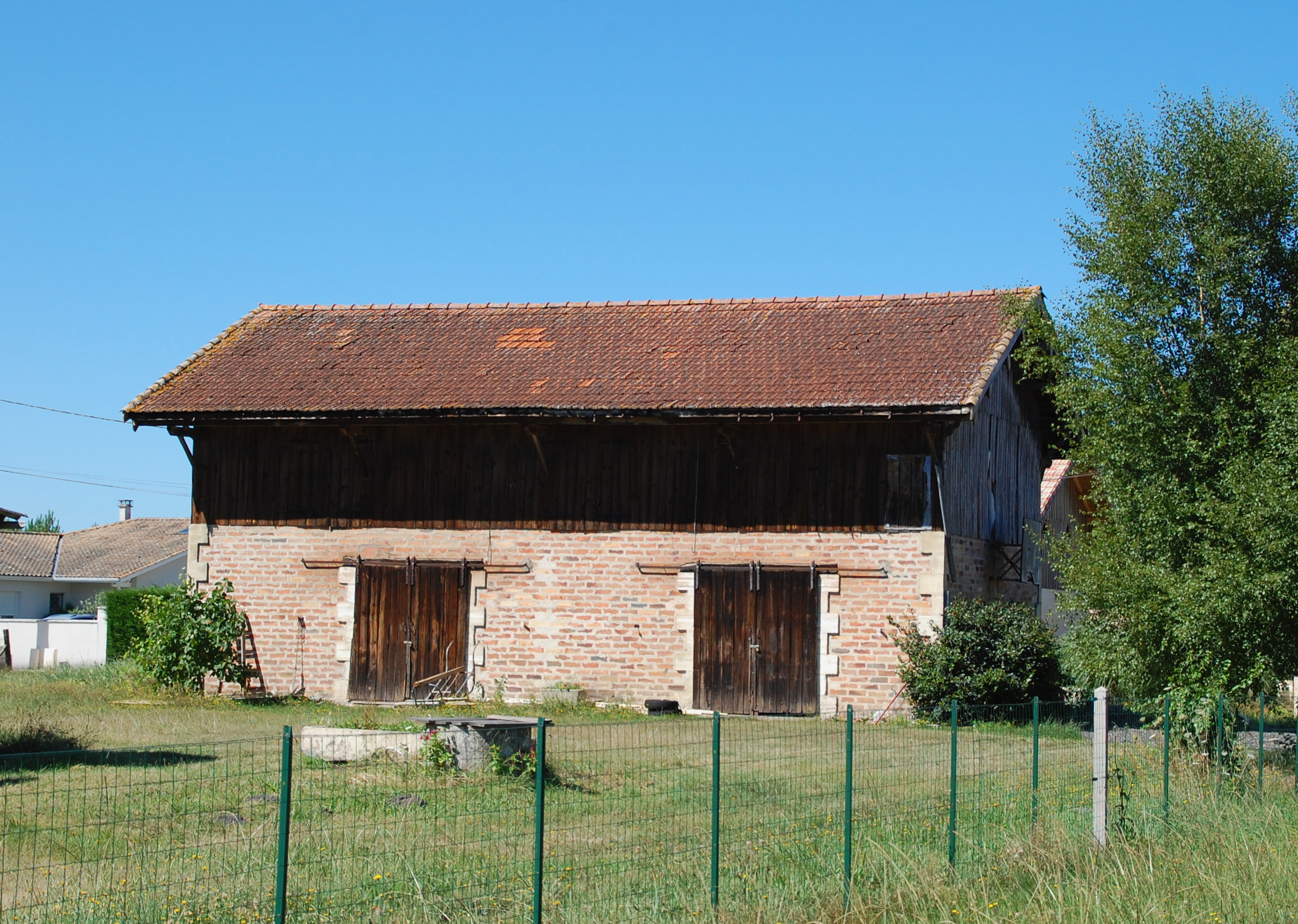
納屋
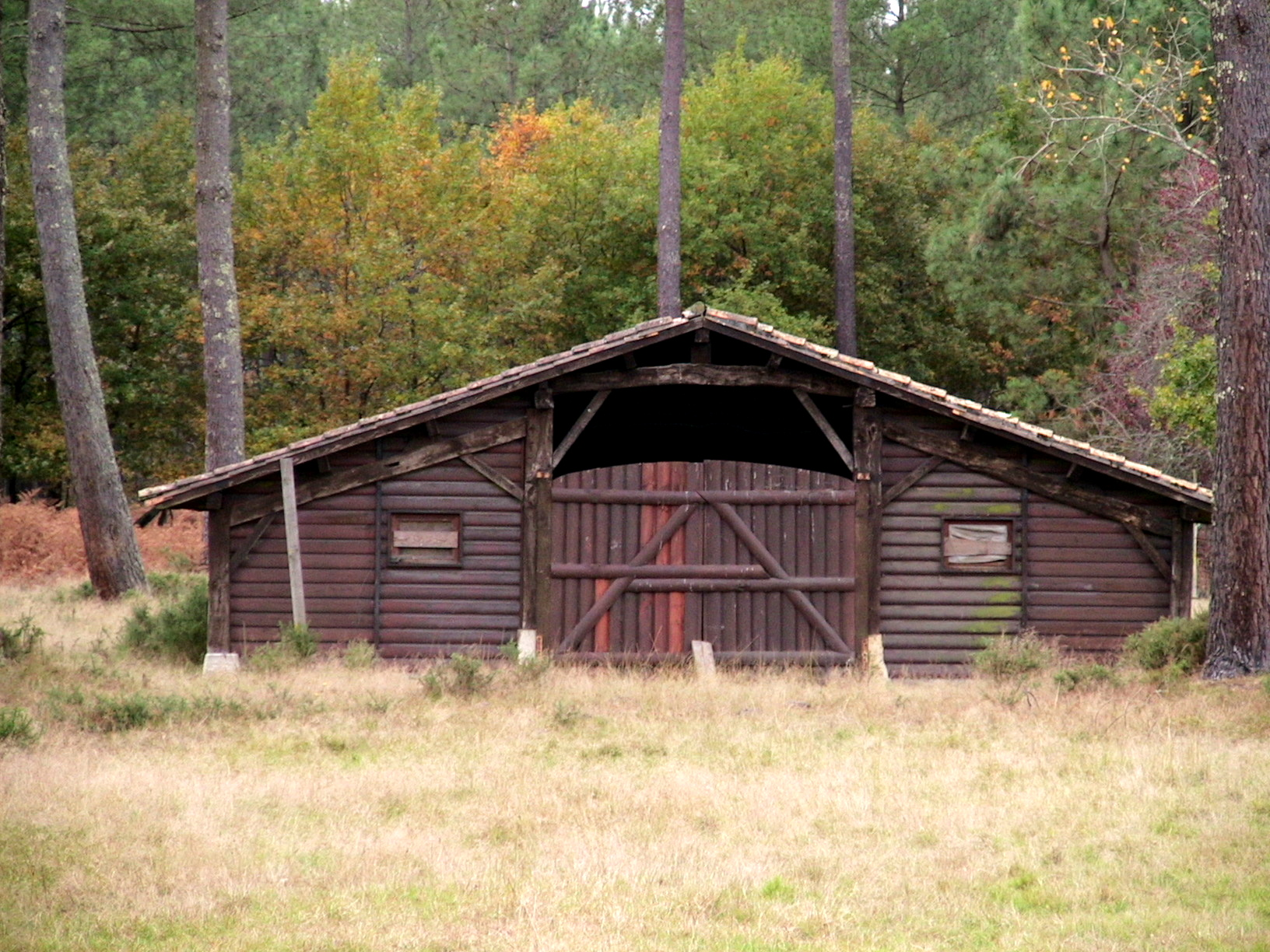
木造の避難所
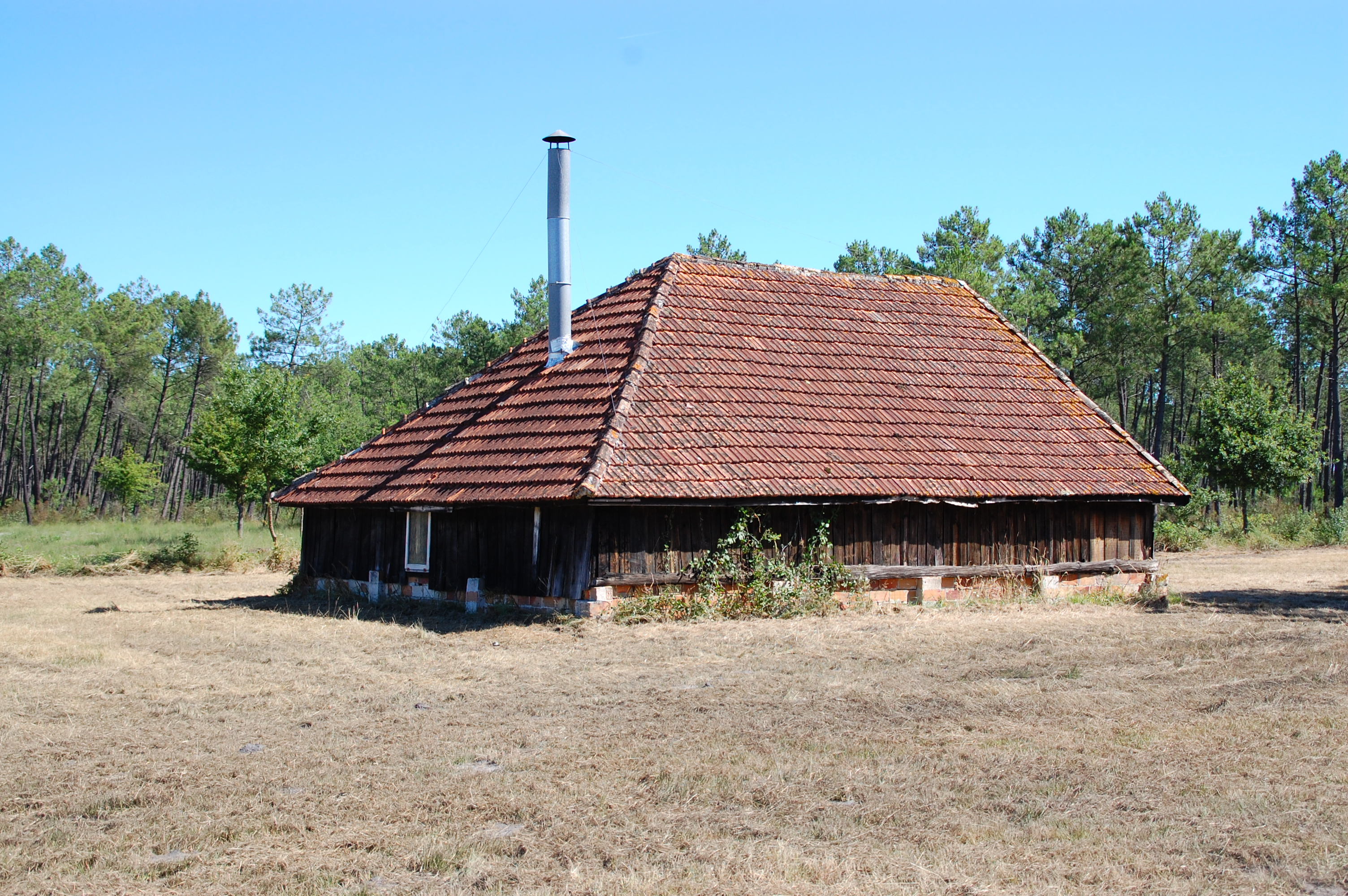
小屋